# Marcellin Boule
Pour les articles homonymes, voir Boule.
Marcellin Boule est un paléoanthropologue, paléontologue et géologue français né le 1er janvier 1861 à Montsalvy (Cantal) où il est mort le 4 juillet 1942. Il est connu notamment pour sa description du squelette fossile néandertalien de La Chapelle-aux-Saints 1 en 1911, qui a longtemps donné une image négative de l'Homme de Néandertal.

## Formation
Licencié en sciences naturelles et en sciences physiques en 1884, Marcellin Boule travaille au Collège de France et au Muséum national d'histoire naturelle de Paris, avant d'obtenir l'agrégation de sciences naturelles en 1887. Il soutient une thèse de doctorat en 1892.

## Carrière académique
Marcellin Boule occupe la chaire de paléontologie du Muséum national d'histoire naturelle de 1902 à 1936. Il participe à la création de l'Institut de paléontologie humaine, à Paris, et en devient le directeur.

## Paléontologie

### Chilhac
La commune de Chilhac, en Haute-Loire, fait l'objet de recherches paléontologiques depuis le XIXe siècle. Des ossements fossiles sont découverts dans le gisement de Chilhac I dès 1875. Marcellin Boule reprend les fouilles en 1892 et décrit notamment les espèces Mastodon arvernensis et Rhinoceros leptorhinus.

### L'«Homme de la Denise»
Ce sont des vestiges humains découverts en 1844 sur le flanc sud du volcan de la Denise dans la commune d'Espaly-Saint-Marcel (Velay, Haute-Loire), ce squelette repose dans un terrain dont la stratigraphie complexe s'avère longtemps difficile à déterminer et donne lieu à de nombreux avis partagés.
Une stratigraphie complexe, car cet homme a été un témoin des éruptions du Velay et de la chaîne du Puy de Dôme - il est contemporain de la faune à Rhinoceros merckii et a été enseveli sous les cendres d'une éruption de la Denise.
De plus et surtout, à l'époque de sa découverte l'idée de l'ancienneté de l'espèce humaine est strictement limitée à des temps très récents, ne dépassant pas quelques millénaires. Il est impensable qu'un crâne d'Homo sapiens puisse être plus vieux que ce que dit la bible. L'authenticité des vestiges humains découverts est donc contestée : les hypothèses de fraude et / ou sépulture récente sont encore avancées en 1921 par Marcellin Boule qui, après avoir en 1892 fait « honneur au talent et au courage des naturalistes du Puy » pour soutenir l'hypothèse d'une plus grande ancienneté, se rétracte de cette position et, selon Pierre Bout, trouve « les Hommes fossiles de Denise […] trop évolués pour l'âge qu'il faut bien leur reconnaître dès l'instant que l'on admet leur authenticité ».

### Grottes de Montmaurin
La grotte de Montmaurin, à Montmaurin (Haute-Garonne), a été rebaptisée « grotte Boule », du nom de Marcellin Boule qui en a le premier étudié les ossements, pour la différencier des autres grottes du même site après la découverte de ces dernières. Elle est à l'étage supérieur de la falaise du site, à environ 40 m au-dessus de la rivière Seygouade. Au tournant du XXe siècle, Émile Cartailhac prélève des os dans la brèche à Machairodus de la grotte de Montmaurin, dite plus tard grotte Boule. Marcellin Boule étudie ces ossements et les publie en 1902.

## Homme de Piltdown
Dès 1915, Marcellin Boule émet des doutes concernant l'Homme de Piltdown, fossile mis au jour en 1908 en Angleterre et présentant un crâne moderne associé à une mandibule archaïque. Boule considère à juste titre que la mandibule est définitivement simienne et ne peut être associée au crâne. La fraude ne sera définitivement prouvée qu'en 1959 grâce à une datation par le carbone 14.

## Homme de La Chapelle-aux-Saints
Marcellin Boule publie en 1911 la première étude détaillée d'un squelette relativement complet d'Homme de Néandertal, l'Homme de La Chapelle-aux-Saints, mis au jour en Corrèze le 3 août 1908 par les abbés Amédée, Jean et Paul Bouyssonie. Si sa description est extrêmement précise et détaillée, son interprétation présente un Homme de Néandertal vouté, la colonne vertébrale courbée (comme chez les gorilles) et les membres inférieurs semi-fléchis. Il faudra des décennies à la communauté scientifique pour reprendre l'interprétation du fossile, influencée par certains traits pathologiques : le « vieillard de La Chapelle-aux-Saints » souffrait entre autres d'une hanche gauche déformée, d'une arthrite sévère dans les vertèbres cervicales, d'une côte brisée et d'un genou endommagé. Il avait perdu ses dents à l'exception d'un chicot, l'os alvéolaire s'étant résorbé il ne restait plus que la pars basilaris de la mandibule.
L'interprétation erronée de Marcellin Boule est à replacer dans le contexte intellectuel de l'époque, profondément marqué par l'école de pensée lamarckienne (1802), reprise par Charles Darwin (1871), postulant un redressement lent et graduel du corps humain à partir d'une posture simienne. Sa description clinique du premier squelette quasiment complet d'une espèce humaine fossile était scientifiquement rigoureuse, mais son interprétation reflétait le paradigme de l'époque.
« N'est-il pas infiniment plus honorable de descendre d'un singe perfectionné que d'un ange déchu ? » (Marcellin Boule, darwiniste défendant une anthropologie non biblique).

## Activité éditoriale
Marcellin Boule a contribué à la publication de différentes revues ou collections, dont les Archives de l'Institut de Paléontologie humaine et L'Anthropologie, qu'il a dirigée de 1893 à 1940.

## École auvergnate
Amateur de littérature occitane et familier du mouvement félibrige, il a contribué en 1894 à fonder l'École auvergnate (Escolo oubergnato), avec Arsène Vermenouze et Louis Farges (1858-1941).

## Publications
- [Gaudry & Boule 1888] Albert Gaudry et Marcellin Boule, Matériaux pour l'histoire des temps quaternaires. L'élasmothérium (3e fascicule), Paris, libr. F. Savy, 1888, 104 p. (lire en ligne).
- [Cartailhac & Boule 1889] Émile Cartailhac et Marcellin Boule, La Grotte de Reilhac (Causses du Lot) : étude ethnographique, étude géologique et paléontologique, Lyon, éd. Pitra Ainé, 1889, 69 p. (lire en ligne [PDF]).
- [Gaudry & Boule 1892] Albert Gaudry et Marcellin Boule, Matériaux pour l'histoire des temps quaternaires. Les oubliettes de Gargas (4e fascicule), Paris, libr. F. Savy, 1892, (+24 pl.) 104 (lire en ligne).
- [Boule 1892] Marcellin Boule, Description géologique du Velay, Paris, éd. Baudry, 1892, 259 p. (lire en ligne).
- [Brongniart & Boule 1893] Charles Brongniart et Marcellin Boule, Études sur le terrain houiller de Commentry, Saint-Étienne, impr. Théolier et Cie, coll. « Bulletin de la Société de l'Industrie minérale » (no 3e série, tome VII, 4e livraisons), 1893 (présentation en ligne, lire en ligne [PDF]), Livre 3e : « Faunes ichthyologique et entomologique » (Brongniart) - « Étude sur le genre Arthropleura » (Boule), p. 128-638.
- [Boule 1894] Marcellin Boule, « Le plateau de Lannemezan et les alluvions anciennes des hautes vallées de la Garonne et de la Neste », Bulletin des Services de la Carte Géologique de la France et des Topographies Souterraines, Paris, éd. Baudry et Cie, t. 6, no 43,‎ décembre 1894, p. 447-469 + 4 pl. (lire en ligne).
- [Boule 1896] Marcellin Boule, Le Cantal miocène, Paris, éd. Baudry, 1896, 36 p.
- Marcellin Boule, Étude paléontologique et archéologique sur la station paléolithique du lac Karâr (Algérie) (classes de 4e), Paris, Masson et Cie, 1900 (lire en ligne)
- [Boule 1902] Marcellin Boule, La caverne à ossements de Montmaurin (Haute-Garonne), Paris, Masson et Cie, 1902, 15 p.
- [Boule 1905] Marcellin Boule, Conférences de paléontologie (classes de philosophie A, B et de mathématiques A, B), Paris, éd. Masson et Cie, 1905, 160 p. (lire en ligne).
- [Boule 1905] Marcellin Boule, « L'origine des éolithes », L'Anthropologie, t. 16,‎ mars-avril 1905, p. 257-267 (lire en ligne).
- [Villeneuve & Boule 1906] Léonce de Villeneuve et Marcellin Boule, Les grottes de Grimaldi (Baoussé-Roussé), t. 1, fasc. 1, 1906, 362 p. (lire en ligne), 2e partie : Étude géologique et paléonthologique des grottes de Grimaldi, p. 71-357.
- [Boule 1906] Marcellin Boule, L'âge des derniers volcans de la France, Paris, Masson et Cie, 1906, 64 p.
- [Boule 1914] Marcellin Boule, Géologie (classes de 4e), Paris, Masson et Cie, 1914, 4e éd., 228 p. (lire en ligne).
- [Boule 1915] Marcellin Boule, La Paléontologie zoologique, Paris, Larousse, coll. « La Science française », 1915, 33 p.
- [Boule 1921] Marcellin Boule, Les hommes fossiles - Éléments de paléontologie humaine, Paris, Masson et Cie, 1921, 491 p. (lire en ligne).
- Voir aussi la liste (de 3 pages, avec liens) des publications de Marcellin Boule sur gallica, dont de nombreuses lettres à Émile Cartailhac.

### Direction éditoriale
- Collection Guides du Touriste, du Naturaliste et de l'Archéologue (portant en particulier sur le Cantal, la Haute-Loire et le Haut-Vivarais, le Lot, Padirac, Rocamadour, Lacave, la Lozère : causses et gorges du Tarn, le Puy-de-Dôme et Vichy, les Alpes de Provence, la Haute-Savoie, la Savoie et Aix-les-Bains), éd. Masson et Cie (éditeurs de La Nature).
- Rédacteur en chef (avec René Verneau) de L'Anthropologie (57 nos  en ligne sur gallica)

## Récompenses et distinctions

### Décorations
- Officier de l'Instruction publique
- Commandeur de la Légion d'honneur